# Mangué Camara
Mangué Camara (Macenta, 14 agosto 1982) è un ex calciatore guineano, di ruolo difensore.

## Caratteristiche tecniche
Era un difensore centrale.

## Carriera

### Club
Ha cominciato a giocare al Kaloum Star. Nel 2004 è stato acquistato dal Rouen. Nel 2010 è passato al Moulins. Nel 2015 si è trasferito al Saint-Philbert, con cui ha concluso la propria carriera nel 2016.

### Nazionale
Ha debuttato in Nazionale il 20 agosto 2003, nell'amichevole Tunisia-Guinea (0-0), gara in cui è subentrato a Morlaye Soumah. Ha partecipato, con la Nazionale, alla Coppa d'Africa 2004. Ha collezionato in totale, con la maglia della Nazionale, 7 presenze.